# Ramon Sala i Vallhonrat
Ramon Sala i Vallhonrat   (Terrassa, 8 d'agost de 1971) és un jugador d'hoquei sobre herba català, ja retirat, guanyador d'una medalla olímpica.
Amb 24 anys va participar en els Jocs Olímpics d'Estiu de 1996 realitzats a la ciutat d'Atlanta (Estats Units), on va aconseguir guanyar la medalla de plata en la competició masculina d'hoquei sobre herba amb la selecció espanyola. En els Jocs Olímpics d'Estiu de 2000 realitzats a Sydney (Austràlia) finalitzà en novena posició en aquesta mateixa competició.
A nivell de clubs jugà al Club Egara de Terrassa, amb qui va guanyar sis Campionats de Catalunya (1994, 1998-2002), sis Copes del Rei (1993, 1998-2002) i set lligues (1992, 1993, 1996, 1998-2001).
Una vegada retirat va exercir d'entrenador en diferents equips, com ara el Club Egara o el Reial Club de Polo de Barcelona. També fou tècnic assistent de la selecció francesa masculina.